# Ars nova

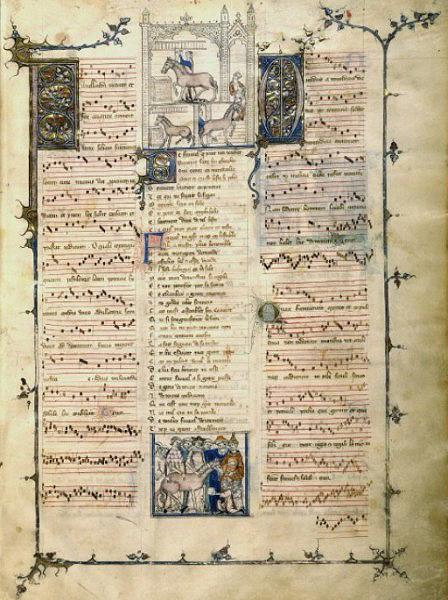
Pagină de manuscris francez Livre de Fauvel, Paris, B. N. Fr. 146 (cca. 1318), "prima sursă practică de Ars nova music".

Ars nova (în latină pentru arta noua) se referă la un stil muzical care a înflorit în Franța și în Țările Burgunde de jos în Evul mediu târziu: în special, în perioada cuprinsă între pregătirea Romanului de Fauvel (1310s) și moartea compozitorului Guillaume de Machaut în 1377. Termenul este uneori folosit pentru a se referi în general la toate polifoniile Europene ale muzicii secolului al 14-lea. De exemplu, denumirea "ars nova italiană" este uneori utilizată pentru a desemna muzica lui Francesco Landini și compatrioții săi (deși Muzica Trecentro este cel mai comun termen folosit pentru muzică în Italia).  "Ars" în "ars nova" poate fi citit ca "tehnică" sau "stil" Termenul a fost folosit pentru prima dată în două tratate muzicale, intitulate Ars novae musicae (Noua Tehnică muzicală) (aprox. 1320) de către Johannes de Muris, și o colecție de scrieri (aprox. 1322) atribuită lui Philippe de Vitry de multe ori numită astăzi simplu "Ars nova". Cu toate acestea, termenul a fost folosit doar pentru prima dată, pentru a descrie o epocă istorică de Johannes Wolf în 1904.
Termenul de "ars nova" este adesea folosit în juxtapunere cu un alt termen, "ars antiqua", care se referă la muzica din epoca imediat precedentă, de obicei extinzându-se înapoi incluzând perioada de polifonie a școlii Notre Dame (prin urmare, acoperind perioada de la aproximativ 1170 la 1320). Așadar,  "ars antiqua" este aproximativ, muzica secolului al xiii-lea, și "ars nova" muzica celui de al paisprezecelea; multe istorii muzicale utilizează termenii în sensul acesta general.
Perioada de la moartea lui Machaut (1377) până la începutul secolului al xv-lea, incluzând inovațiile ritmice ale ars subtilior, este uneori considerată parte a ars novei și, uneori, considerată o perioadă independentă. Alte perioade muzicale și stiluri au fost numite, în momente diferite "arta nouă" (Tinctoris a folosit termenul pentru a descrie Dunstaple), cu toate acestea, în utilizarea istoriografiei moderne, este limitat în totalitate perioadei descrisă mai sus.

## Față de/Versus ars antiqua
Stilistic, muzica din ars nova se deosebește de epoca precedentă în mai multe moduri. Evoluții în notație au permis notelor să fie scrise cu o mai mare independență de ritm, ignorând limitele modurilor ritmice, care au prevalat în secolul al xiii-lea; muzică laică a dobândit mult din rafinamentul polifoniei, găsit anterior doar în muzica sacră; de asemenea, noile tehnici și forme, cum ar fi isorhytmul și motetul isoritmic, au devenit predominante. Efectul estetic general al acestor schimbări a fost crearea muzicii de o mai mare expresivitate și varietate decât a fost în secolul al XIII-lea. Într-adevăr, schimbările istorice subite care au avut loc, cu uimitorul grad de expresivitate muzicală nou, pot fi asemănate cu introducerea perspectivei în pictură, și este util să considerăm că modificările aduse artei muzicale în perioada ars nova au fost contemporane cu marile revoluții de la începutul Renașterii în pictură și literatură.
Cel mai renumit practicant al noului stil muzical a fost Guillaume de Machaut, care a avut de asemenea o carieră distinsă ca și compozitor la Catedrala din Reims și ca poet. Stilul Ars nova este evident în volumul său considerabil de motete, lais, virelais, rondeaux, și balade.
Spre sfârșitul secolului al xiv-lea s-a dezvoltat o nouă școală stilistică de compozitori și poeți centrată la Avignon , în sudul Franței; stilul extrem de manierat al acestei perioade este adesea numit ars subtilior, deși unii cercetători aleg să îl considere o dezvoltare târzie al ars novei, mai degrabă decât a-l cataloga ca o școală separată. Acest repertoriu muzical ciudat, dar interesant, limitat în distribuția geografică (sudul Franței, Aragon și mai târziu Cipru), și în mod clar destinat pentru performanță de către specialiști pentru un public de cunoscători, este ca o notă finală a întregului Ev mediu.

## Discografie
- Cântări du xivème siècle. Mora Vocis Ansamblu. Franța: Mandala, 1999. De înregistrare CD-OM 4946.
- Denkmäler modifica Musik aus dem Codex Reina (14./15. Jh.). Syntagma Musicum (Kees Otten, dir.). Das Alte Werk. [N. p.]: Telefunken, 1979. LP înregistrare 6.42357.
- Domna. Esther Lamandier, voce, harpă, și portative de organe. Paris: Alienor, 1987. CD-ul de înregistrare AL 1019.
- La fontaine amoureuse: Poezie și Muzică de Guillaume de Machaut. Muzica pentru un Timp, cu Tom Klunis, narator. Berkeley: 1750 Arc Înregistrări, 1977. LP înregistrare 1773.
- Guillaume de Machaut. Je, Guillaumes Dessus Nommez. Ansamblul Gilles Binchois (Dominique Vellard, dir.). [N. p.]: Cantus, 2003. De înregistrare CD-uri 9804.
- Guillaume de Machaut. La Messe de Nostre Dame und Motetten. James Bowman, Tom Sutcliffe, contratenori; Capella Antiqua München (Konrad Ruhland, dir.). Das Alte Werk. Hamburg: Telefunken, 1970. LP înregistrare 6.41125 CA.
- Guillaume de Machaut. La messe de Nostre Dame; Le voir-dit. Oxford Camerata (Jeremy Summerly, dir.). Hong Kong: Naxos, 2004. De înregistrare CD-uri 8553833.
- Guillaume de Machaut. Messe de la Notre Dame. Ansamblul Organum (Marcel Pérès, dir.). Arles: Harmonia Mundi, 1997. De înregistrare CD-uri 901590.
- Guillaume de Machaut. Messe de la Notre Dame; Le lai de la fonteinne; D fin est mon începerea. Hilliard Ensemble (Paul Hillier, dir.). Londra: Hyperion, 1989.
- Guillaume de Machaut. Motete. Hilliard Ensemble. Munchen: ECM Records, 2004.
- Philippe De Vitry și Ars Nova—Motete. Orlando Consoarta. Wotton-Under-Edge, Glos., Anglia: Amon Ra, 1990. De înregistrare CD-uri CD-SAR 49.
- Philippe de Vitry. Motete Și Șansonete. Sequentia (Benjamin Bagby și Barbara Thornton, dir.) Freiburg: Deutsche Harmonia Mundi, 1991. De înregistrare CD-uri 77095-2-RC.
- Roman de Fauvel. Jean Bollery (difuzor), Studio der Frühen Musik (Thomas Binkley, dir.). Reflexe: Stationen europäischer Musik. Köln: EMI, 1972. LP înregistrare 1C 063-30 103.
- Le roman de Fauvel. Anne Azema (soprano, narațiune), Dominique Visse (countertenor, narațiune), Boston Camerata și Ansamblul Proiectului "Ars Nova" (Joel Cohen, dir.). Franța: Erato, 1995. De înregistrare CD-uri 4509-96392-2.
- Serviciul de Venus și Marte: Muzica pentru Cavalerii ordinului Jartierei, 1340-1440. Gotic Voci (Christopher Pagina, dir.). Londra: Hyperion, 1987. De înregistrare CD-uri CDA 66238.
- Spiritul de Anglia și Franța I: Muzica din Evul mediu Târziu pentru Curtea și Biserica. Gotic Voci (Christopher Pagina, dir.). Londra: Hyperion Records, 1994. De înregistrare CD-uri CDA66739.
- Studiul de Dragoste: Melodii franceze și Motete secolului al 14-Lea. Gotic Voci (Christopher Pagina, dir.). Londra: Hyperion Records, 1992. De înregistrare CD-uri CDA66619.